# Belgien i olympiska sommarspelen 1924
Belgien deltog med 172 deltagare vid de olympiska sommarspelen 1924 i Paris. Totalt vann de tre guldmedaljer, sju silvermedaljer och tre bronsmedaljer.

## Medaljer

### Guld
- Jean Delarge - Boxning, weltervikt.
- Charles Delporte - Fäktning, värja.
- Léon Huybrechts - Segling, monotype.

### Silver
- Pierre Ollivier - Brottning, fristil, mellanvikt.
- Henri Hoevenaers - Cykling, tempolopp.
- Henri Hoevenaers, Alphonse Parfondry och Jean van den Bosch  - Cykling, lagtempolopp.
- Paul Anspach, Joseph De Craecker, Charles Delporte, Orphile Fernand De Montigny, Ernest Gevers och Léon Tom - Fäktning, värja.
- Désiré Beaurain, Charles Crahay, Orphile Fernand De Montigny, Maurice Van Damme, Marcel Berre och Albert De Roocker - Fäktning, florett.
- Joseph De Combe - Simning, 200 meter bröstsim.
- Gérard Blitz, Maurice Blitz, Joseph Cludtz, Joseph De Combe, Pierre Dewin, Albert Durant, Georges Fleurix, Paul Gailly, Joseph Pletinckx, Jules Thiry och Jean-Pierre Vermetten - Vattenpolo.

### Brons
- Joseph Jules Beecken - Boxning, mellanvikt.
- Jean van den Bosch, Léonard Daghelinckx, Henri Hoevenaers och Fernand Saive - Cykling, lagförföljelse.
- Maurice Van Damme - Fäktning, florett.